# Four Freedoms Award

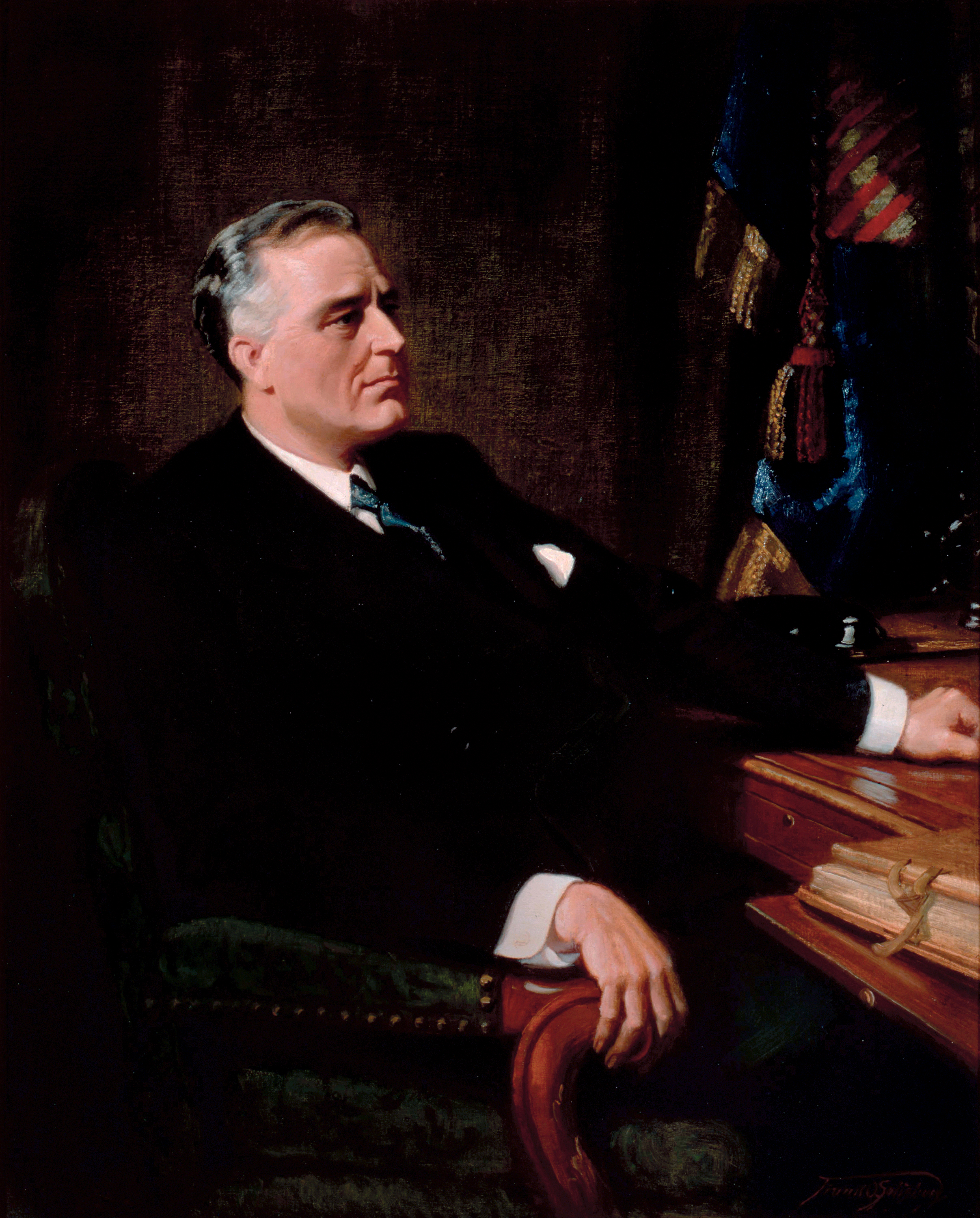
President Franklin Delano Roosevelt, geschilderd door Frank Salisbury, 1947

De Four Freedoms Award is een prijs voor een persoon of instantie die zich op een bijzondere wijze heeft ingezet voor het waarborgen van de vier vrijheden van de Amerikaanse president Franklin Delano Roosevelt. Roosevelt benoemde deze vrijheden aan het Amerikaans Congres in zijn zogenoemde Four freedoms-toespraak tijdens de State of the Union van 6 januari 1941.
In principe worden jaarlijks vijf prijzen uitgereikt in afwisselend Middelburg in Nederland en Hyde Park in New York.

## Historie
De prijzen werden voor het eerst uitgereikt in 1982 ter gelegenheid van zowel de honderdste geboortedag van president Roosevelt als het tweehonderdjarig bestaan van diplomatieke betrekkingen tussen de Verenigde Staten en Nederland.
|  | De Four Freedoms Awards verwijzen naar de vier fundamentele vrijheden van de mens, zoals Roosevelt deze verwoordde in zijn State of the Union van 6 januari 1941, daarom ook wel de Four Freedoms-speech genoemd. Dit was nog voor de deelname van de VS aan de Tweede Wereldoorlog. |

In de toekomstige dagen, die wij trachten veiliger te maken, kijken we uit naar een wereld die gebaseerd is op vier essentiële menselijke vrijheden.
1. De eerste is de vrijheid van spreken en meningsuiting - overal in de wereld;
2. De tweede is de vrijheid van elk persoon om god te aanbidden op zijn eigen manier - overal in de wereld;
3. De derde is de vrijwaring van gebrek - die, vertaald binnen het kader van de wereld, economische verstandhoudingen in de zin heeft die elk land een gezond leven in vredestijd voor zijn inwoners verzekert - overal in de wereld;
4. De vierde is de vrijwaring van vrees - die, vertaald binnen het kader van de wereld, een wereldwijde reductie betekent van bewapening naar zo'n punt en op zo'n grondige wijze, dat geen land in de gelegenheid zal zijn een daad van fysieke agressie te plegen tegen welke buur dan ook - overal in de wereld.
- Dat is geen visie voor een ver millennium. Het is een duidelijk omschreven basis voor een soort wereld die bereikbaar is in onze eigen tijd en generatie. Die soort wereld is zeer in tegenstelling met de zogenaamde nieuwe orde van tirannie die de dictators trachten te creëren met de inslag van een bom.— Roosevelt, 6 januari 1941

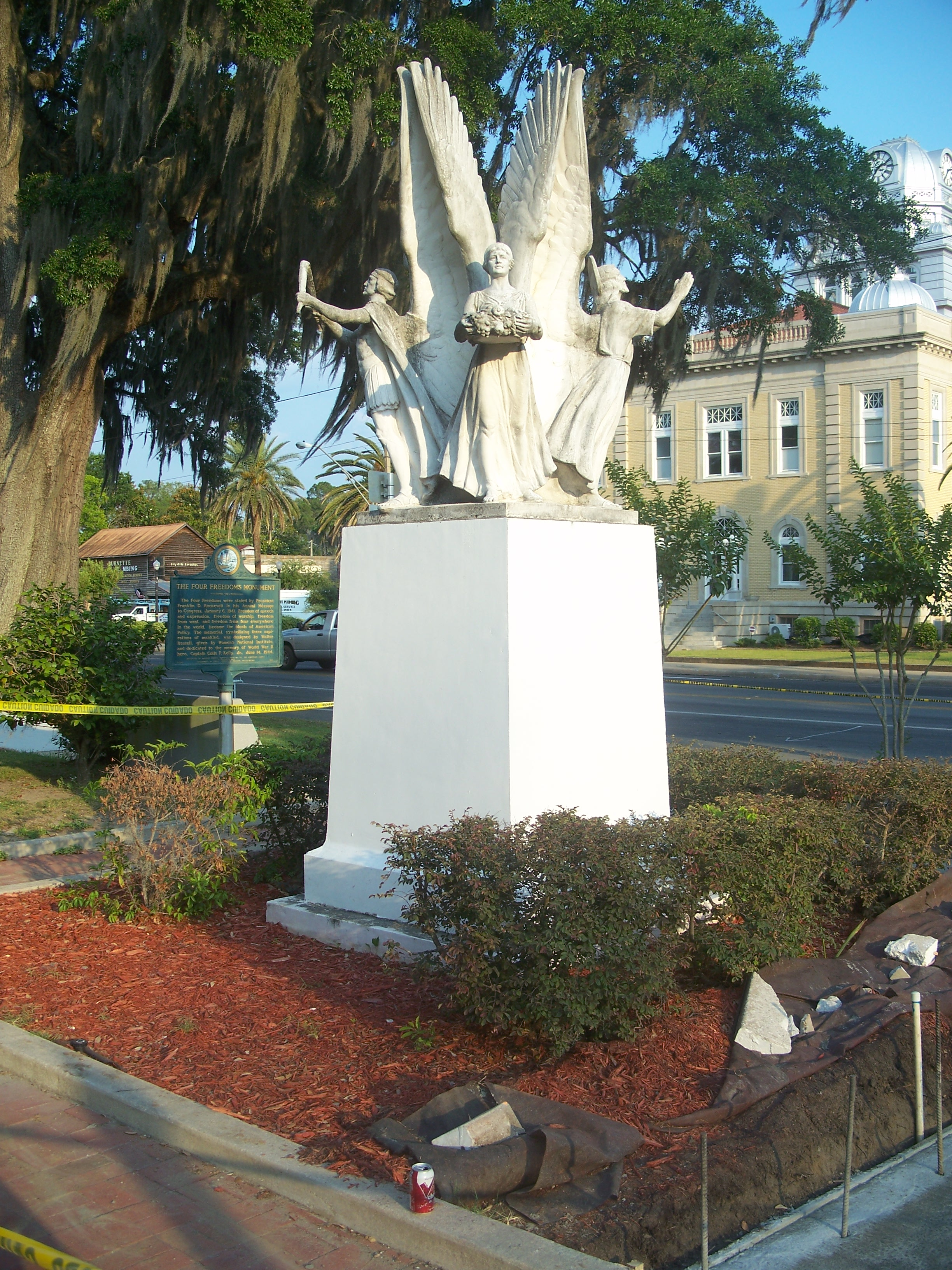
Four Freedoms Monument, Madison

Roosevelts echtgenote Eleanor Roosevelt bleef na de dood van haar man in 1945 een actief voorvechtster van de opname van de vier vrijheden in de Universele verklaring van de rechten van de mens van de Verenigde Naties.

## Uitreiking in Middelburg en Hyde Park, New York

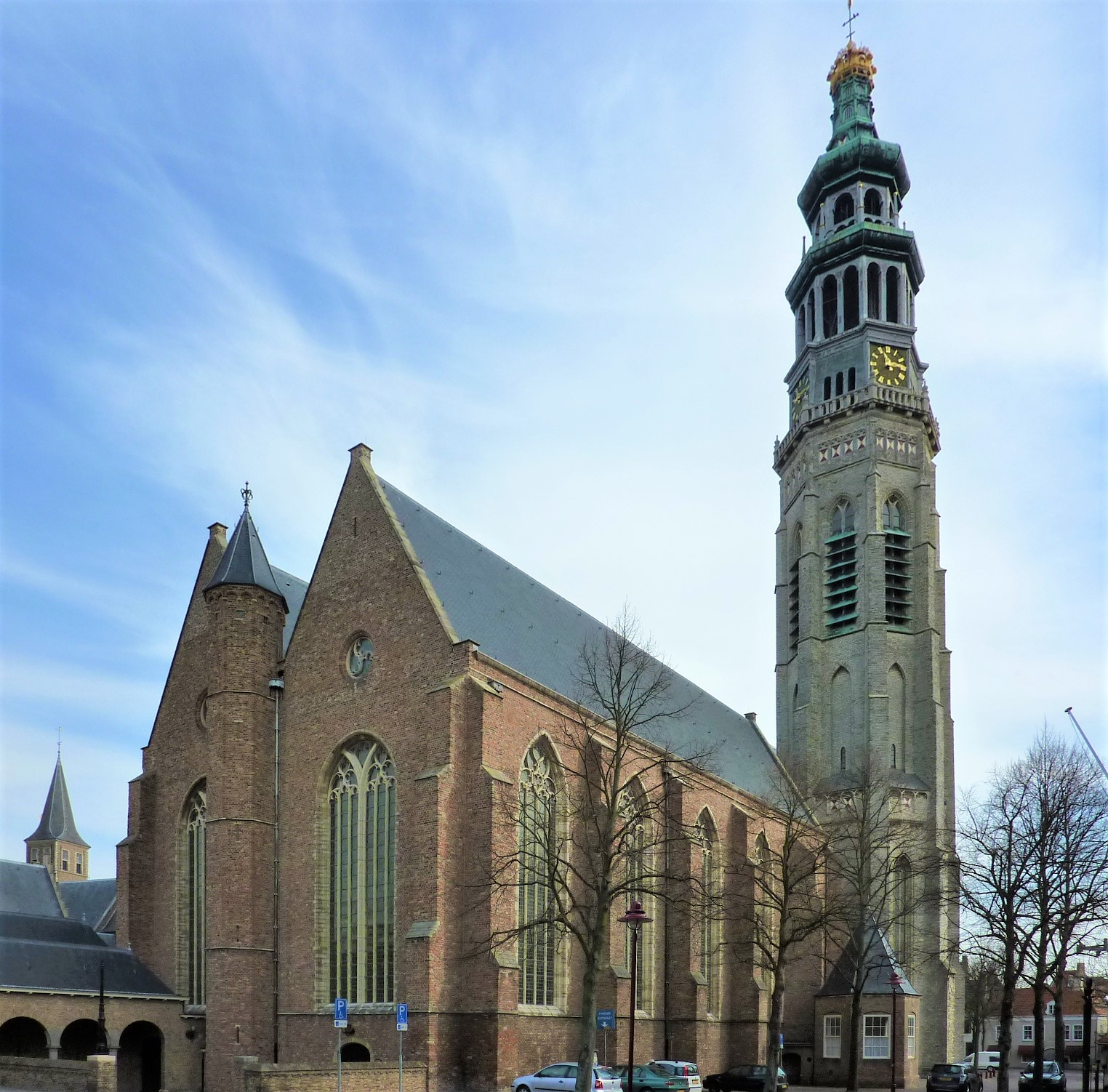
Nieuwe Kerk
Middelburg

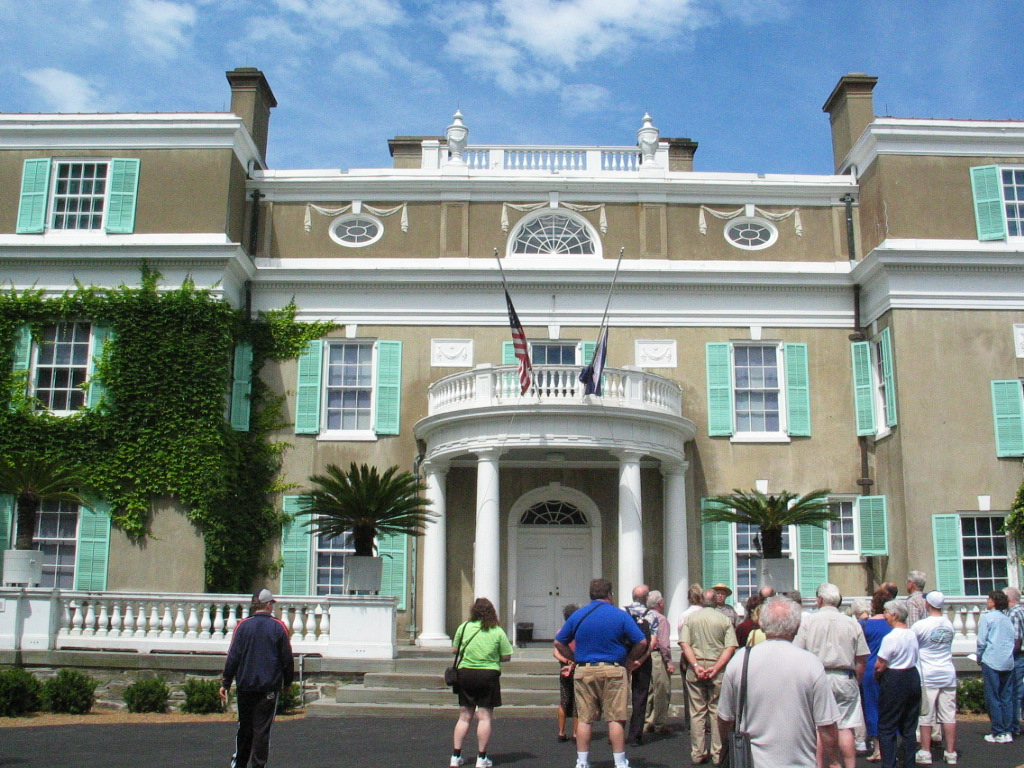
Roosevelt Institute
Hyde Park

Jaarlijks worden de prijzen afwisselend uitgereikt in Nederland en de Verenigde Staten. De personen aan wie een prijs wordt toegekend worden aangeduid met de term laureaat.
In de even jaren worden de prijzen uitgereikt door de Roosevelt Stichting in Middelburg. De uitreiking van de prijs is het enige doel van de stichting. Twee andere instituten in de Zeeuwse hoofdstad zijn er nauw aan verbonden: sinds 1986 is dat het Roosevelt Study Center dat onderzoek verricht naar de Amerikaanse (politieke) geschiedenis, en sinds 2004 'University College Roosevelt', een universiteitscollege van de Universiteit Utrecht.
Deze prijzen worden in principe toegekend aan niet-Amerikanen; een uitzondering daarop was de onderscheiding van Frank Morse in 1986. De ceremonie vindt plaats in de Nieuwe Kerk in Middelburg.
De band met Zeeland is gelegen in de plaats Oud-Vossemeer op het eiland Tholen, waar de voorouders van Roosevelt vermoedelijk vandaan komen.
In oneven jaren worden de prijzen uitgereikt aan Amerikaanse staatsburgers of instituten door het Franklin and Eleanor Roosevelt Institute tijdens een ceremonie in de plaats Hyde Park, New York.
De prijzen bestaan uit medailles die met veel ceremonieel worden uitgereikt en waarbij tijdens de Nederlandse ceremonie in principe leden van het koninklijk huis aanwezig zijn. De Algemene vrijheidsprijs bestaat uit een gouden medaille en de vier afzonderlijke prijzen uit een zilveren medaille. De medailles hebben een doorsnee van 51 millimeter. De voorkant is ontworpen door Alfred Maletsky en vertoont het portret van Roosevelt met de inscriptie Franklin D. Roosevelt. De achterzijde is ontworpen door William Shoyer en vertoont twee mannen- en twee vrouwenfiguren die de vier vrijheden symboliseren, met als attributen het Geschrift, het Gebed, de Hoorn des Overvloeds en een beschermend schild, begeleid met de inscripties Speech, Worship, Want en Fear. De medailles worden gedragen aan een tafzijden halslint met van buiten naar binnen twee rode dunne banen, twee witte banen en een brede blauwe baan.

## Laureaten
Voor elk van de vier vrijheden die Roosevelt in zijn toespraak van 1941 noemde is een prijs ingesteld.
Daarnaast wordt een afzonderlijke, algemene vrijheidsprijs (de Freedom Medal) uitgereikt aan een persoon of instantie die zijn of haar functie, persoonlijkheid en invloed langdurig heeft ingezet voor de menselijke vrijheid in al zijn facetten.
Onregelmatig worden er bovendien nog speciale prijzen verleend, de special presentation.

### Algemene vrijheidsprijs (Freedom Medal)
| Jaar | Middelburg                                                                                | Foto | Jaar | Hyde Park | Foto |
| ---- | ----------------------------------------------------------------------------------------- | ---- | ---- | --- | ---- |
| 1982 | H.K.H. Prinses Juliana                                                                    |      | 1983 | William Averell Harriman |      |
| 1984 | Harold Macmillan                                                                          |      | 1985 | Claude Pepper |      |
| 1986 | Sandro Pertini                                                                            |      | 1987 | Tip O'Neill |      |
| 1988 | Helmut Schmidt                                                                            |      | 1989 | William Brennan |      |
| 1990 | Václav Havel en Jacques Delors                                                            |      | 1991 | Thurgood Marshall |      |
| 1992 | Javier Pérez de Cuéllar                                                                   |      | 1993 | Cyrus Vance |      |
| 1994 | Dalai lama Tenzin Gyatso                                                                  |      | 1995 | Jimmy Carter |      |
| 1996 | Juan Carlos I van Spanje                                                                  |      | 1997 | Katharine Graham |      |
| 1998 | Mary Robinson                                                                             |      | 1999 | Edward Kennedy |      |

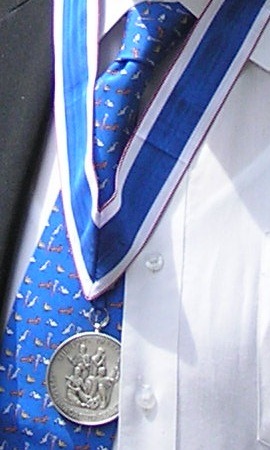
Een van de medailles

| 2000 | Martti Ahtisaari                                                                          |      | 2001 | De Tweede Wereldoorlog-veteranen, met name: - Richard Winters (United States Army) - Robert Bush (United States Navy) - Treddy Ketcham (United States Marine Corps) - Lee Archer (United States Air Force) - Ellen Buckley (United States Army Nurse Corps) |      |
| 2002 | Nelson Mandela                                                                            |      | 2003 | George Mitchell |      |
| 2004 | Kofi Annan                                                                                |      | 2005 | Bill Clinton |      |
| 2006 | Mohammed el-Baradei                                                                       |      | 2007 | Carl Levin en Richard Lugar |      |
| 2008 | Richard von Weizsäcker                                                                    |      | 2009 | Hillary Clinton |      |
| 2010 | Europees Hof voor de Rechten van de Mens                                                  |      | 2011 | Russ Feingold |      |
| 2012 | Luiz Inácio Lula da Silva                                                                 |      | 2013 | Wendell Berry |      |
| 2014 | Rode Kruis                                                                                |      | 2015 | Ruth Bader Ginsburg |      |
| 2016 | Angela Merkel                                                                             |      | 2017 | Harry Belafonte |      |
| 2018 | Christiana Figueres Olsen als vertegenwoordiger van het Klimaatakkoord van Parijs in 2015 |      | 2019 | Lonnie Bunch |      |
| 2020 | Verenigde Naties                                                                          |      | 2021 | Fred Korematsu |      |
| 2022 | Svetlana Tichanovskaja                                                                    |      | 2023 | Nancy Pelosi |      |
| 2024 | Save Ukraine                                                                              |      | 2025 | |      |

### Vrijheid van meningsuiting

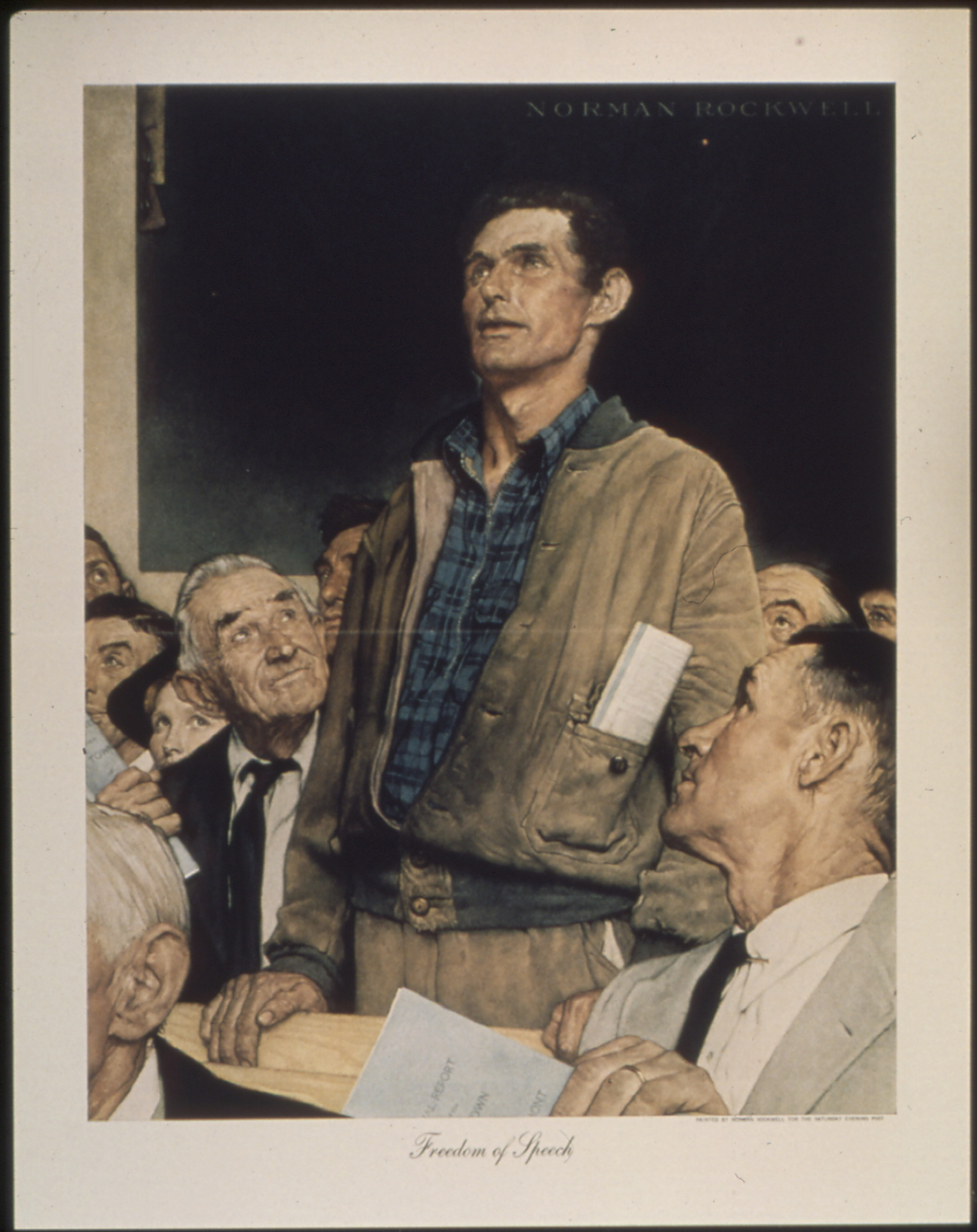
Freedom of Speech, een schilderij van Norman Rockwell uit 1943

De eerste is de vrijheid van spreken en meningsuiting - overal in de wereld— Roosevelt, 6 januari 1941
| Jaar | Middelburg                                                   | Jaar | Hyde Park                                        |
| ---- | ------------------------------------------------------------ | ---- | ------------------------------------------------ |
| 1982 | Max van der Stoel                                            | 1983 | Joseph Rauh                                      |
| 1984 | Amnesty International                                        | 1985 | Kenneth Bancroft Clark                           |
| 1986 | El País                                                      | 1987 | Herbert Block                                    |
| 1988 | Ellen Johnson Sirleaf                                        | 1989 | Walter Cronkite                                  |
| 1990 | Zij die met hun stem het IJzeren Gordijn hielpen vernietigen | 1991 | James Barrett Reston                             |
| 1992 | Mstislav Rostropovitsj                                       | 1993 | Arthur Miller                                    |
| 1994 | Marion Dönhoff                                               | 1995 | Mary McGrory                                     |
| 1996 | John Hume                                                    | 1997 | Sidney Yates                                     |
| 1998 | CNN                                                          | 1999 | John Robert Lewis                                |
| 2000 | Bronisław Geremek                                            | 2001 | The New York Times en de familie Ochs/Sulzberger |
| 2002 | Radio Free Europe/Radio Liberty                              | 2003 | Studs Terkel                                     |
| 2004 | Lennart Meri                                                 | 2005 | Tom Brokaw                                       |
| 2006 | Carlos Fuentes                                               | 2007 | Bill Moyers                                      |
| 2008 | Lakhdar Brahimi                                              | 2009 | Anthony Romero                                   |
| 2010 | Novaja Gazeta                                                | 2011 | Michael Copps                                    |
| 2012 | Al Jazeera                                                   | 2013 | Paul Krugman                                     |
| 2014 | Maryam Durani                                                | 2015 | Arthur Mitchell (dancer)                         |
| 2016 | Mazen Darwish                                                | 2017 | Dan Rather                                       |
| 2018 | Erol Önderoğlu                                               | 2019 | The Boston Globe                                 |
| 2020 | Maria Ressa                                                  | 2021 | Nikole Hannah-Jones                              |
| 2022 | Mai Khoi Do Nguyen                                           | 2023 | Tracie D. Hall                                   |
| 2024 | Bellingcat                                                   | 2025 |                                                  |

|  |  |  |  |

### Godsdienstvrijheid

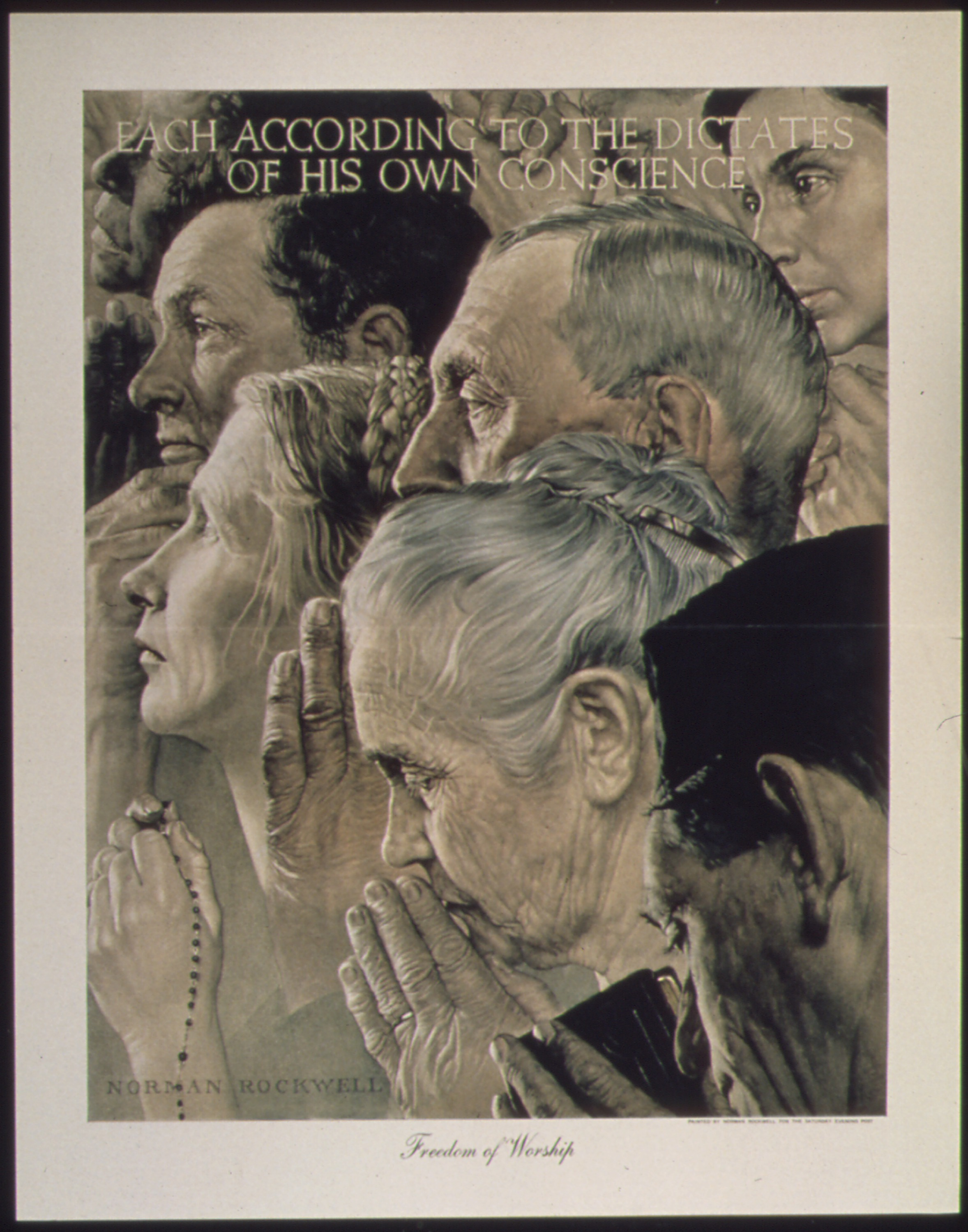
Freedom of Worship, een schilderij van Norman Rockwell uit 1943

De tweede is de vrijheid van elk persoon om god te aanbidden op zijn eigen manier - overal in de wereld— Roosevelt, 6 januari 1941
| Jaar | Middelburg                                                                                           | Jaar | Hyde Park                                           |
| ---- | --- | ---- | --------------------------------------------------- |
| 1982 | Willem Visser 't Hooft                                                                               | 1983 | Coretta Scott King                                  |
| 1984 | Werner Leich en Beyers Naudé                                                                         | 1985 | Elie Wiesel                                         |
| 1986 | kardinaal Alfrink                                                                                    | 1987 | Leon Sullivan                                       |
| 1988 | Teddy Kollek                                                                                         | 1989 | Raphael Lemkin (postuum) en Hyman Bookbinder        |
| 1990 | László Tőkés                                                                                         | 1991 | Paul Moore                                          |
| 1992 | Terry Waite                                                                                          | 1993 | Theodore Hesburgh, Congregatie van het Heilig Kruis |
| 1994 | Gerhart Riegner                                                                                      | 1995 | Andrew Young                                        |
| 1996 | Robert Runcie                                                                                        | 1997 | William Gray                                        |
| 1998 | Desmond Tutu                                                                                         | 1999 | Lindy Boggs                                         |
| 2000 | Cicely Saunders                                                                                      | 2001 | Johnnie Carr                                        |
| 2002 | Nasr Abu Zayd                                                                                        | 2003 | Robert Drinan                                       |
| 2004 | Sari Nusseibeh                                                                                       | 2005 | Cornel West                                         |
| 2006 | De gemeenschap van Taizé                                                                             | 2007 | Peter Gomes                                         |
| 2008 | Karen Armstrong                                                                                      | 2009 | Eboo Patel                                          |
| 2010 | Asma Jahangir                                                                                        | 2011 | Barry Lynn                                          |
| 2012 | Bartholomeus I van Constantinopel                                                                    | 2013 | Zuster Simone Campbell                              |
| 2014 | Prins Prince Hassan bin Talal                                                                        | 2015 | William Barber II                                   |
| 2016 | aartsbisschop Dieudonné Nzapalainga, imam Omar Kobine Layama, en dominee Nicolas Guérékoyame-Gbangou | 2017 | dominee dr. Steve Stone en dr. Bashar A. Shala      |
| 2018 | Bisschop Paride Taban                                                                                | 2019 | Krista Tippett                                      |
| 2020 | Religions for Peace International                                                                    | 2021 | Raphael Warnock                                     |
| 2022 | Lian Gogali                                                                                          | 2023 |                                                     |
| 2024 | Zumretay Arkin                                                                                       | 2025 |                                                     |

|  |  |  |  |

### Vrijwaring van gebrek

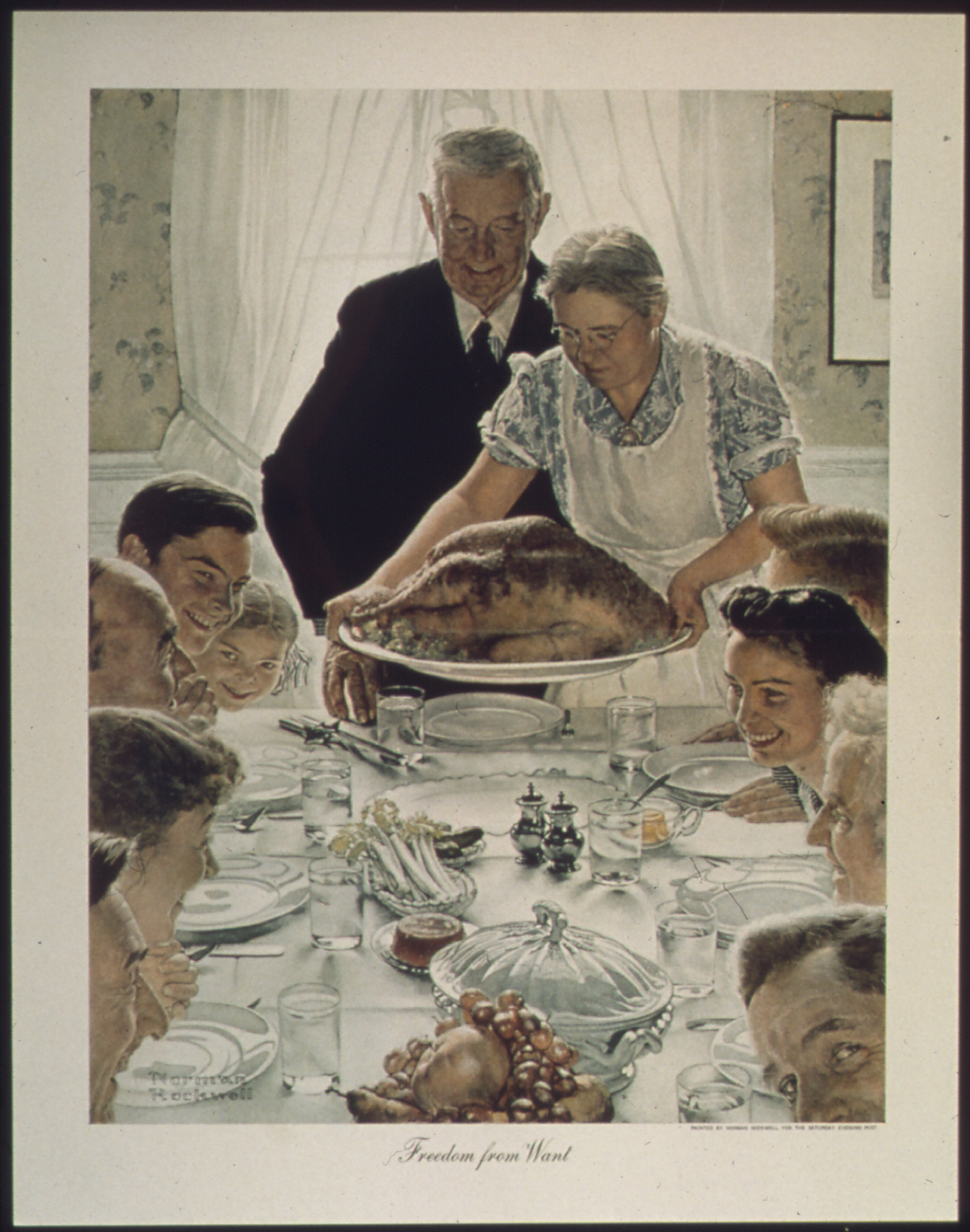
Freedom from Want van schilder Norman Rockwell uit 1943

De derde is de vrijwaring van gebrek - die, vertaald binnen het kader van de wereld, economische verstandhoudingen in de zin heeft die elk land een gezond leven in vredestijd voor zijn inwoners verzekert - overal in de wereld— Roosevelt, 6 januari 1941
| Jaar | Middelburg                                                       | jaar | Hyde Park                                 |
| ---- | ---------------------------------------------------------------- | ---- | ----------------------------------------- |
| 1982 | Johan Witteveen                                                  | 1983 | Robert McNamara                           |
| 1984 | Liv Ullmann                                                      | 1985 | John Kenneth Galbraith                    |
| 1986 | Frank Morse                                                      | 1987 | Mary Lasker                               |
| 1988 | Halfdan Mahler                                                   | 1989 | Dorothy Height                            |
| 1990 | Emiel van Lennep                                                 | 1991 | Paul Newman - Joanne Woodward             |
| 1992 | Jan Tinbergen                                                    | 1993 | Eunice Kennedy Shriver en Sargent Shriver |
| 1994 | Sadako Ogata                                                     | 1995 | Lane Kirkland                             |
| 1996 | Artsen zonder Grenzen                                            | 1997 | Mark Hatfield                             |
| 1998 | Stéphane Hessel                                                  | 1999 | George McGovern                           |
| 2000 | Monkombu Swaminathan                                             | 2001 | March of Dimes Birth Defects Foundation   |
| 2002 | Gro Harlem Brundtland                                            | 2003 | Dolores Huerta                            |
| 2004 | Marguerite Barankitse                                            | 2005 | Marty Evans                               |
| 2006 | Muhammad Yunus, Grameen Bank                                     | 2007 | Barbara Ehrenreich                        |
| 2008 | Jan Egeland                                                      | 2009 | Vicki Escarra                             |
| 2010 | Maurice Strong                                                   | 2011 | Jacqueline Novogratz                      |
| 2012 | Ela Bhatt                                                        | 2013 | Coalition of Immokalee Workers            |
| 2014 | Hawa Abdi                                                        | 2015 | Olufunmilayo Olopade                      |
| 2016 | Denis Mukwege                                                    | 2017 | Ai-jen Poo                                |
| 2018 | Emmanuel de Merode als vertegenwoordiger van de Virunga Alliance | 2019 | Franklin A. Thomas                        |
| 2020 | Sander de Kramer                                                 | 2021 | Deepak Bhargava                           |
| 2022 | Nice Nailantei Leng’ete                                          | 2023 |                                           |

|  |  |  |  |  |

### Vrijwaring van vrees
De vierde is de vrijwaring van vrees - die, vertaald binnen het kader van de wereld, een wereldwijde reductie betekent van bewapening naar zo'n punt en op zo'n grondige wijze, dat geen land in de gelegenheid zal zijn een daad van fysieke agressie te plegen tegen welke buur dan ook - overal in de wereld— Roosevelt, 6 januari 1941
| Jaar | Middelburg             | jaar | Hyde Park |
| ---- | ---------------------- | ---- | --- |
| 1982 | Herman van Roijen      | 1983 | Jacob Javits |
| 1984 | Brian Urquhart         | 1985 | Isidor Isaac Rabi |
| 1986 | Olof Palme (postuum)   | 1987 | George Kennan |
| 1988 | Armand Hammer          | 1989 | J. William Fulbright |
| 1990 | Simon Wiesenthal       | 1991 | Mike Mansfield |
| 1992 | Peter Carington        | 1993 | George Ball |
| 1994 | Zdravko Grebo          | 1995 | Elliot Richardson |
| 1996 | Shimon Peres           | 1997 | Daniel Inouye |
| 1998 | Craig Kielburger       | 1999 | Bobby Muller |

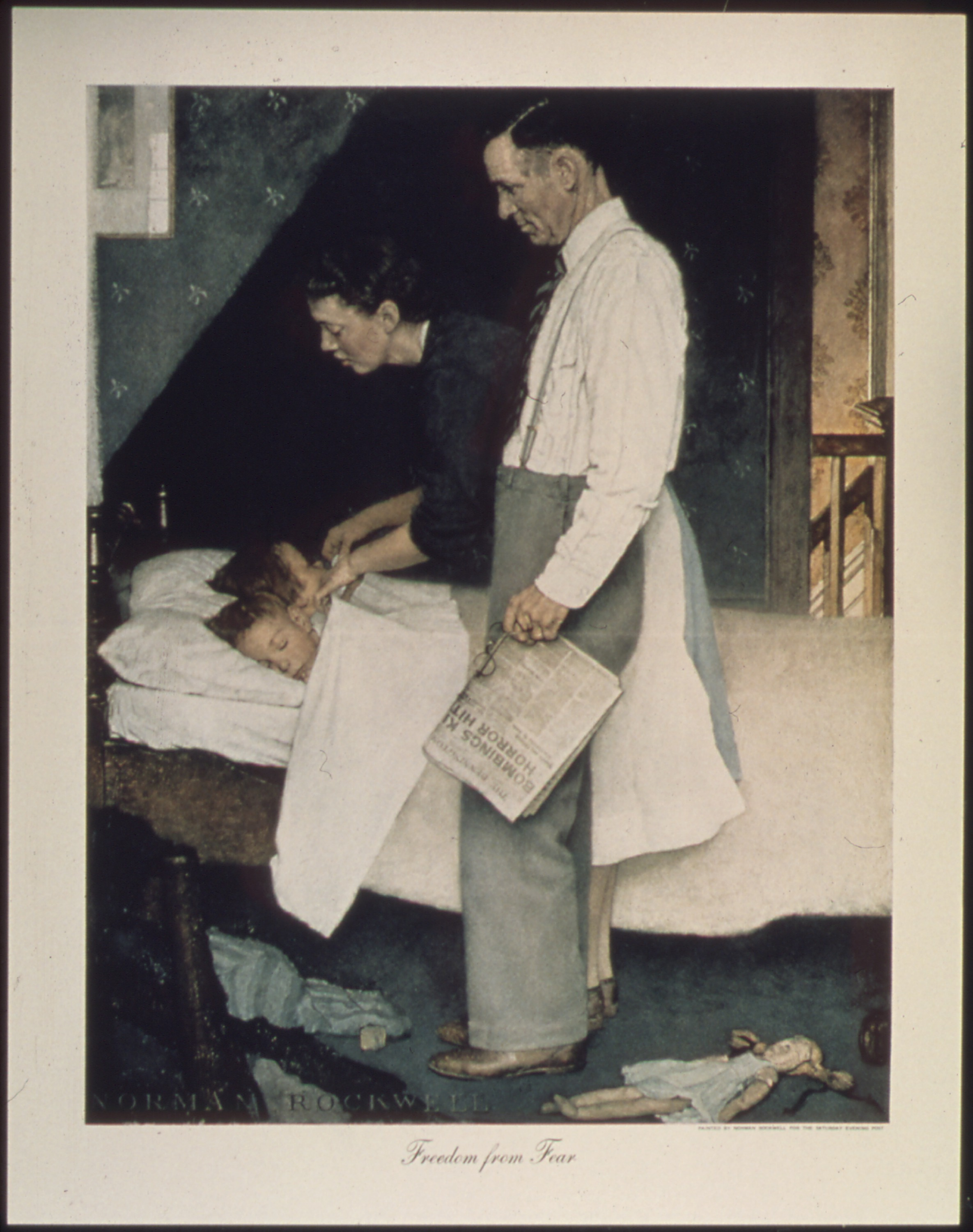
Freedom from Fear van schilder Norman Rockwell uit 1943

| 2000 | Louise Arbour          | 2001 | De Tweede Wereldoorlog-veteranen, met name: - Richard Winters (United States Army) - Robert Bush (United States Navy) - Treddy Ketcham (United States Marine Corps) - Lee Archer (United States Air Force) - Ellen Buckley (United States Army Nurse Corps) |
| 2002 | Ernesto Zedillo        | 2003 | Robert Byrd |
| 2004 | Max Kohnstamm          | 2005 | Lee Hamilton en Thomas Kean |
| 2006 | Aung San Suu Kyi       | 2007 | Brent Scowcroft |
| 2008 | War Child Nederland    | 2009 | Pasquale D'Amuro |
| 2010 | Gareth Evans           | 2011 | Bryan Stevenson |
| 2012 | Hussain al-Shahristani | 2013 | Ameena Matthews |
| 2014 | Malala Yousafzai       | 2015 | tijdschrift The Nation |
| 2016 | Human Rights Watch     | 2017 | Cristina Jiménez Moreta |
| 2018 | Urmila Chaudhary       | 2019 | Sandy Hook Promise |
| 2020 | Leoluca Orlando        | 2021 | Voor hun inzet voor het opzetten van het Excluded Workers Fund in New York: - Maria Isabel Sierra - Sonia Pérez - Sixta Leon Barrita - Rubiela Correa |
| 2022 | ÜniKuir                | 2023 | |

|  |  |  |  |

### Speciale verlening
| 1984 | Simone Veil (centennial award) | 2002 | William vanden Heuvel     | 2005 | BBC World Service |
| 1990 | Michail Gorbatsjov             | 2003 | Arthur M. Schlesinger jr. | 2005 | Mary Soames       |
| 1995 | Jonas Salk                     | 2004 | Anton Rupert              | 2006 | Mike Wallace      |
| 1995 | Ruud Lubbers                   | 2004 | Bob Dole                  | 2008 | Forrest Church    |

|  |  |  |  |